# Deutsche Fechtmeisterschaften 1914
Die Deutschen Fechtmeisterschaften 1914 fanden Ostern 1914 in Hamburg statt. Sie wurden vom Deutschen Fechter-Bund organisiert. Die Einzelmeisterschaften wurden im Herrenflorett, Herrendegen und Herrensäbel ausgetragen, in der Mannschaft im Herrendegen und Herrensäbel. Damenwettbewerbe gab es keine.

## Herren

### Florett (Einzel)
| Platz | Sportler           | Verein              |
| ----- | ------------------ | ------------------- |
| 1     | Heinrich Ziegler   | Hermannia Frankfurt |
| 2     | Emil Schön         | Hermannia Frankfurt |
| 3     | Julius Lichtenfels | Fechtclub Offenbach |

### Degen (Einzel)
| Platz | Sportler         | Verein              |
| ----- | ---------------- | ------------------- |
| 1     | Emil Schön       | Hermannia Frankfurt |
| 2     | Fritz Jack       | Hermannia Frankfurt |
| 3     | Heinrich Ziegler | Hermannia Frankfurt |

### Degen (Mannschaft)
| Platz | Verein              | Sportler                                         |
| ----- | ------------------- | ------------------------------------------------ |
| 1     | FC Offenbach 1      | Jakob Erckrath de Bary August Petri Hans Thomson |
| 2     | FC Offenbach 2      | Julius Lichtenfels Julius Thomson Krafft         |
| 3     | Hamburger Fechtklub | Diepholz Haerlin Theodor Talman                  |

### Säbel (Einzel)
| Platz | Sportler           | Verein                     |
| ----- | ------------------ | -------------------------- |
| 1     | Julius Lichtenfels | Fechtclub Offenbach        |
| 2     | Heinrich Ziegler   | Hermannia Frankfurt        |
| 3     | Fitting            | Militär-Turnanstalt Berlin |

### Säbel (Mannschaft)
| Platz | Verein                     | Sportler                               |
| ----- | -------------------------- | -------------------------------------- |
| 1     | Hermannia Frankfurt        | Emil Schön Fritz Jack Heinrich Ziegler |
| 2     | Dresdner Fechtklub         | Johannes Adam Otto Angermann Natusch   |
| 3     | Militär-Turnanstalt Berlin | Fitting Hartbrich von der Hagen        |